# Дукла (Їглава)
«Дукла» (чеськ. HC Dukla Jihlava) — чеський хокейний клуб з м. Їглава.
Заснований у 1956 році. В сезоні 1957-58 дебютував у елітному дивізіоні. За часів соціалістичної Чехословаччини був армійським клубом. У його складі проходили військову службу чехословацькі хокеїсти. Має найбільше перемог у чехословацькій хокейній лізі — 12 разів.
В чеській екстралізі команда особливих досягнень немає. З сезону 2005-06 грає у другому дивізіоні чеського хокею.

## Досягнення
- Фіналіст кубка європейських чемпіонів (4): 1968, 1971, 1983, 1984
- Чемпіон Чехословаччини (12): 1967, 1968, 1969, 1970, 1971, 1972, 1974, 1982, 1983, 1984, 1985, 1991
- Другий призер чемпіонату (7): 1966, 1973, 1977, 1979, 1980, 1986, 1987
- Третій призер чемпіонату (5): 1962, 1964, 1975, 1976, 1988

- Володар кубка Шпенглера (5): 1965, 1966, 1968, 1978, 1982
- Фіналіст кубка Шпенглера (4): 1970, 1971, 1983, 1984

## Найсильніші гравці
Найсильніші гравці різних років:
Воротарі — Їржі Кралик, Яромир Шиндел.
Захисники — Ян Сухий, Ладіслав Шмід, Мілан Халупа, Ярослав Бенак, Радослав Свобода.
Нападники — Їржі Голик, Ян Клапач, Ярослав Голик, Йозеф Аугуста.